# Municipio de Taylors Bridge
El municipio de Taylors Bridge (en inglés: Taylors Bridge Township) es un municipio ubicado en el  condado de Sampson en el estado estadounidense de Carolina del Norte. En el año 2010 tenía una población de 1.388 habitantes.

## Geografía
El municipio de Taylors Bridge se encuentra ubicado en las coordenadas 34°50′47.61″N 78°14′38.99″O / 34.8465583, -78.2441639.